# Dyscolus bispinis
Dyscolus bispinis is een keversoort uit de familie van de loopkevers (Carabidae). De wetenschappelijke naam van de soort is voor het eerst geldig gepubliceerd in 1882 door Henry Walter Bates.